# Stefan I (papież)
Stefan I (ur. Rzymie, zm. 2 sierpnia 257 tamże) – święty Kościoła katolickiego, 23. papież w okresie od 12 maja 254 do 2 sierpnia 257.

## Życiorys
Podczas jego pontyfikatu narodził się spór o ważność chrztu apostatów i heretyków. Niektórzy biskupi Afryki Północnej oraz Azji Mniejszej, na czele z Cyprianem z Kartaginy, uważali że osoby pragnące powrócić po wyparciu się wiary do wspólnoty Kościoła muszą przyjąć powtórnie chrzest. Stefan I był temu zdecydowanie przeciwny, co niemal doprowadziło do zerwania jedności z tymi Kościołami.
Papież prowadził także drugi spór z Cyprianem dotyczący biskupa Marcjana z Arles, który przyjął rygorystyczne zasady antypapieża Nowacjana i odmawiał rozgrzeszenia nawróconym apostatom. Biskup Kartaginy domagał się usunięcia i ekskomunikowania Marcjana, lecz papież odmówił.
Wszystkie te wydarzenia wpływają na opinię jakoby Stefan I był władczym i bezkompromisowym papieżem. Według Liber Pontificalis zmarł jako męczennik i został pochowany w kryptach św. Kaliksta.
W tym samym czasie antypapieżem był Nowacjan.
Jest czczony 2 sierpnia.